# Linnaemya tuberocerca
Linnaemya tuberocerca là một loài ruồi trong họ Tachinidae.